# Im Winkl (Garmisch-Partenkirchen)
Der Siedlungskern Im Winkl in Garmisch umfasst mehrere historische Straßenzüge im oberbayerischen Markt Garmisch-Partenkirchen. Teile der Straßenzüge Im Winkl, Fürstenstraße, Pfarrhausweg und Burgstraße sind auf Basis des Denkmalschutzgesetzes vom 1. Oktober 1973 ein Ensemble, die Aktennummer lautet E-1-80-117-9.

## Beschreibung

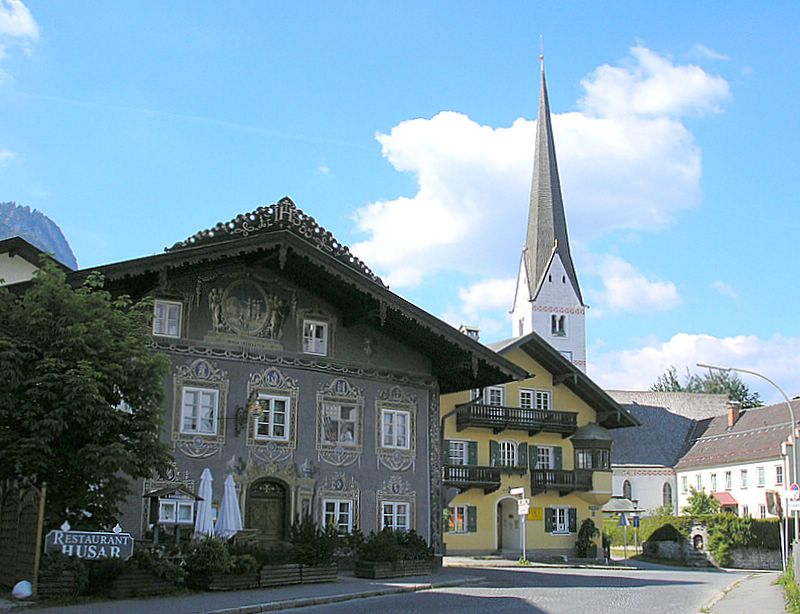
Ensemble im Winkl, Garmisch-Partenkirchen

Die ersten beiden Siedlungskerne der Ortschaft Garmisch waren durch die Loisach getrennt. Das Ensemble Im Winkl umfasst den nördlichen Siedlungskern, das östlich den alten Verkehrsweg zur Burg Werdenfels und weiter nach Murnau am Staffelsee tangiert. Dieser alte Verkehrsweg besteht in Garmisch heute in Form der Burgstraße. Der Ortskern hat sich um die Alte Pfarrkirche St. Martin, der Mutterkirche für das gesamte obere Loisach- und Isartal, entwickelt. Das Ensemble Im Winkl bildet ein eng umgrenztes Quartier von besonderer historischer Dichte. Im Gegensatz zu dem Gebiet südlich der Loisach, das viel stärker expandierte und mit dem Neubau der barocken Pfarrkirche zum eigentlichen Ortszentrum wurde.
Die um 1280 statt eines romanischen Vorgängerbaues errichtete Martinskirche steht an der höchstgelegenen Stelle des vom Flussübergang her leicht ansteigenden Geländes. Sie ist umgeben von einem ehemaligen Friedhof, einem im Kern barocken Pfarrhof mit Ökonomie, dem alten Mesnerhaus und der 1853 der Kirche südlich angefügten alten Schule. Von der auf der Westseite der Fürstenstraße zur Kirche hin gestaffelten Bebauung reichen der große Steilgiebelbau des ehem. Rentamtes  und das mit reicher Fassadenzier versehene Haus zum Husaren noch in das 17. Jh. zurück.
Im frühen 20. Jahrhundert errichtete man an Stelle des alten Bräuhauses und an Stelle eines ehemaligen bäuerlichen Anwesens, Gebäude in Formen des alpenländischen Heimatstils die Baufluchten und Maßstäbe der barocken Vorgängerbauten respektierten. Diese Häuser erhöhen durch ihre Gestaltung den malerischen Reiz des Straßenbildes noch mehr. Das Bräustüberl ebenso wie das Pfarrhaus erfuhren in den Jahren 1934/36 eine Umgestaltung, wobei die Wandbilder von Heinrich Bickel den historischen Ortsbezug thematisieren und zugleich an die Tradition der Lüftlmalerei anknüpfen. Der 1907/1908 unterhalb des Chores von St. Martin in barockisierendem Jugendstil errichtete neue Schulbau (Burgstraße 9) bildet das moderne Pendant zum Schulhaus von 1853; er markiert zugleich die nordöstliche Begrenzung des Ensembles.
Den Auftakt des Ensembles von Süden her bildet ein 1927 errichtetes Geschäftshaus. In einer Senke östlich der Fürstenstraße erstreckt sich die bäuerliche Besiedelung Im Winkl. Diese Bebauung ist geprägt durch eng zueinanderstehenden Bauernhäuser, wobei sich die Häuser an der Fürstenstraße mit ihren teilweise noch in das 18. Jh. zurückgehenden Ziergiebeln, platzartig aufweiten. In lockerer Anordnung stehen östlich von Im Winkl die ehem. Bauernanwesen, die wie viele Häuser in Garmisch in den 1920er/30er Jahren zu Wohnhäusern umgebaut worden sind.